# Olga Albizu
Pour les articles homonymes, voir Albizu.
Olga Albizu (née en 1924 à Ponce à Porto-Rico et morte en 2005 à New-York aux États-Unis) est une peintre expressionniste abstraite américaine.
Olga Albizu a étudié la peinture à Porto-Rico, puis aux États-Unis à partir de 1948, en France en 1951 et à Florence (Italie) en 1952. Ses peintures sont particulièrement connues pour avoir servi à illustrer des pochettes de disques de jazz/bossa nova, tels que Jazz Samba ou Getz/Gilberto.

## Liste des œuvres
- Sans titre, 1959, Davis Museum at Wellesley College[2] ;
- Crecimiento, vers 1960, Lowe Art Museum[3] ;
- Radiante, 1967, Smithsonian American Art Museum[4].